# Вест-Ярмаут (Массачусетс)
Вест-Ярмаут (англ. West Yarmouth) — переписна місцевість (CDP) в США, в окрузі Барнстебел штату Массачусетс. Населення — 6278 осіб (2020).

## Географія
Вест-Ярмаут розташований за координатами 41°38′50″ пн. ш. 70°15′0″ зх. д. / 41.64722° пн. ш. 70.25000° зх. д. (41.647227, -70.249978).  За даними Бюро перепису населення США в 2010 році переписна місцевість мала площу 23,55 км², з яких 17,30 км² — суходіл та 6,25 км² — водойми.

## Демографія
Згідно з переписом 2010 року, у переписній місцевості мешкало 6012 осіб у 2787 домогосподарствах у складі 1584 родин. Густота населення становила 255 осіб/км².  Було 5261 помешкання (223/км²).
Расовий склад населення:
| - 89,1 % — білих - 2,9 % — чорних або афроамериканців - 1,1 % — азіатів - 0,3 % — корінних американців - 3,1 % — осіб інших рас |

До двох чи більше рас належало 3,5 %. Частка іспаномовних становила 3,8 % від усіх жителів.
За віковим діапазоном населення розподілялося таким чином: 16,5 % — особи молодші 18 років, 59,6 % — особи у віці 18—64 років, 23,9 % — особи у віці 65 років та старші. Медіана віку мешканця становила 46,7 року. На 100 осіб жіночої статі у переписній місцевості припадало 89,5 чоловіків;  на 100 жінок у віці від 18 років та старших — 86,2 чоловіків також старших 18 років.
Середній дохід на одне домашнє господарство  становив 74 771 долар США (медіана — 62 413), а середній дохід на одну сім'ю — 90 809 доларів (медіана — 74 054). Медіана доходів становила 50 955 доларів для чоловіків та 47 841 долар для жінок. За межею бідності перебувало 3,5 % осіб, у тому числі 3,2 % дітей у віці до 18 років та 6,4 % осіб у віці 65 років та старших.
Цивільне працевлаштоване населення становило 2960 осіб. Основні галузі зайнятості: освіта, охорона здоров'я та соціальна допомога — 22,5 %, роздрібна торгівля — 18,5 %, будівництво — 12,3 %, фінанси, страхування та нерухомість — 10,1 %.